# Samba Diong
Samba Diong (ur. 7 grudnia 1993) – francuski zapaśnik walczący w stylu klasycznym. Jedenasty na mistrzostwach Europy w 2013. Drugi na igrzyskach śródziemnomorskich w 2013. Mistrz śródziemnomorski w 2015. Pięciokrotny mistrz Francji w latach 2011 - 2016